# Сита механічного аналізу

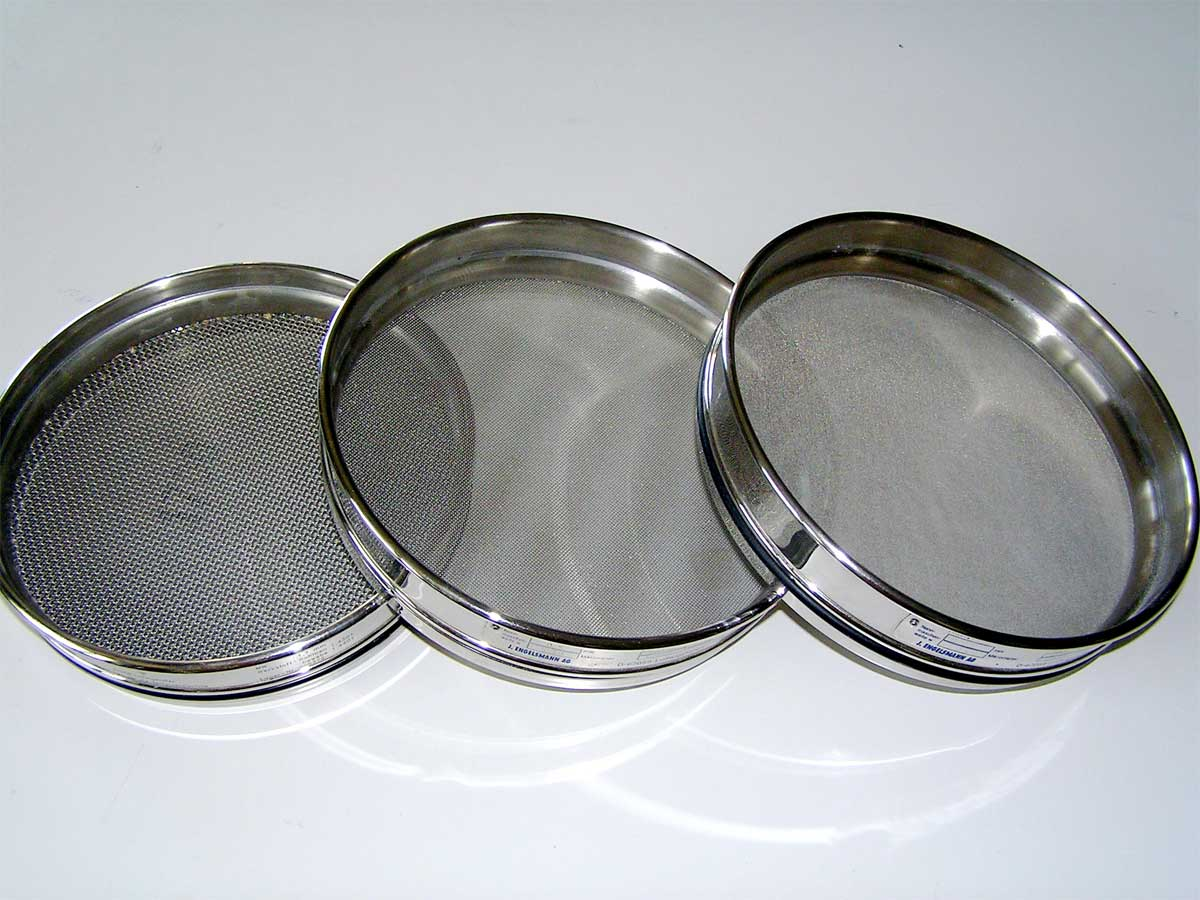
Металеві сита для ситового аналізу.

Сита механічного аналізу  — сита для механічного аналізу пухких гірських порід з отворами певного діаметра; застосовуються при гранулометричному аналізі для розділення на класи крупності. Існує ряд ситових стандартів:міжнародний стандарт ІСО 2395-90; стандартні сита Гірничого і Металургійного інституту (Англія), шкала Тейлора й стандарти сит Бюро стандартів США (AFA). 
У вітчизняній практиці найчастіше використовуються сита, що мають отвори з діаметрами (у мм): 0,1; 0, 25; 0,5; 1,0; 2,0; 3,0; 5,0; 7,0; 10,0. 

Шкала
Тейлора
| Клас крупності, меш | Середній діаметр частинок, мкм | Клас крупності, меш | Середній діаметр частинок, мкм |
| 30-40               | 590-420                        | 80-100              | 177-149                        |
| 40-50               | 420-297                        | 100-120             | 149-125                        |
| 50-60               | 297-250                        | 120-140             | 125-105                        |
| 60-70               | 250-210                        | 140-170             | 105-88                         |
| 70-80               | 210-177                        | 170-200             | 88-74                          |